# Teluk Siantan
Teluk Siantan is een bestuurslaag in het regentschap Kepulauan Anambas van de provincie Riau-archipel, Indonesië. Teluk Siantan telt 888 inwoners (volkstelling 2010).